# Želetice (okres Hodonín)
Želetice (německy Schelletitz) jsou obec v okrese Hodonín v Jihomoravském kraji. Leží osm kilometrů západně od Kyjova. Žije zde 517 obyvatel.

## Historie
První písemná zmínka o vesnici pochází z roku 1131.

## Obyvatelstvo
| Rok            | 1869 | 1880 | 1890 | 1900 | 1910 | 1921 | 1930 | 1950 | 1961 | 1970 | 1980 | 1991 | 2001 | 2011 | 2021 |
| -------------- | ---- | ---- | ---- | ---- | ---- | ---- | ---- | ---- | ---- | ---- | ---- | ---- | ---- | ---- | ---- |
| Počet obyvatel | 555  | 631  | 578  | 636  | 652  | 659  | 678  | 569  | 579  | 591  | 585  | 539  | 509  | 484  | 482  |
| Počet domů     | 127  | 134  | 137  | 137  | 146  | 152  | 174  | 171  | 172  | 173  | 165  | 190  | 203  | 203  | 204  |

## Obecní symboly
Znak a vlajka byly obci uděleny rozhodnutím předsedy Poslanecké sněmovny Parlamentu České republiky dne 5. dubna 2001.

## Pamětihodnosti
- Kostel svatého Jakuba Staršího
- Muzeum obce v budově školy
- Národní přírodní památka Na Adamcích

## Fotogalerie

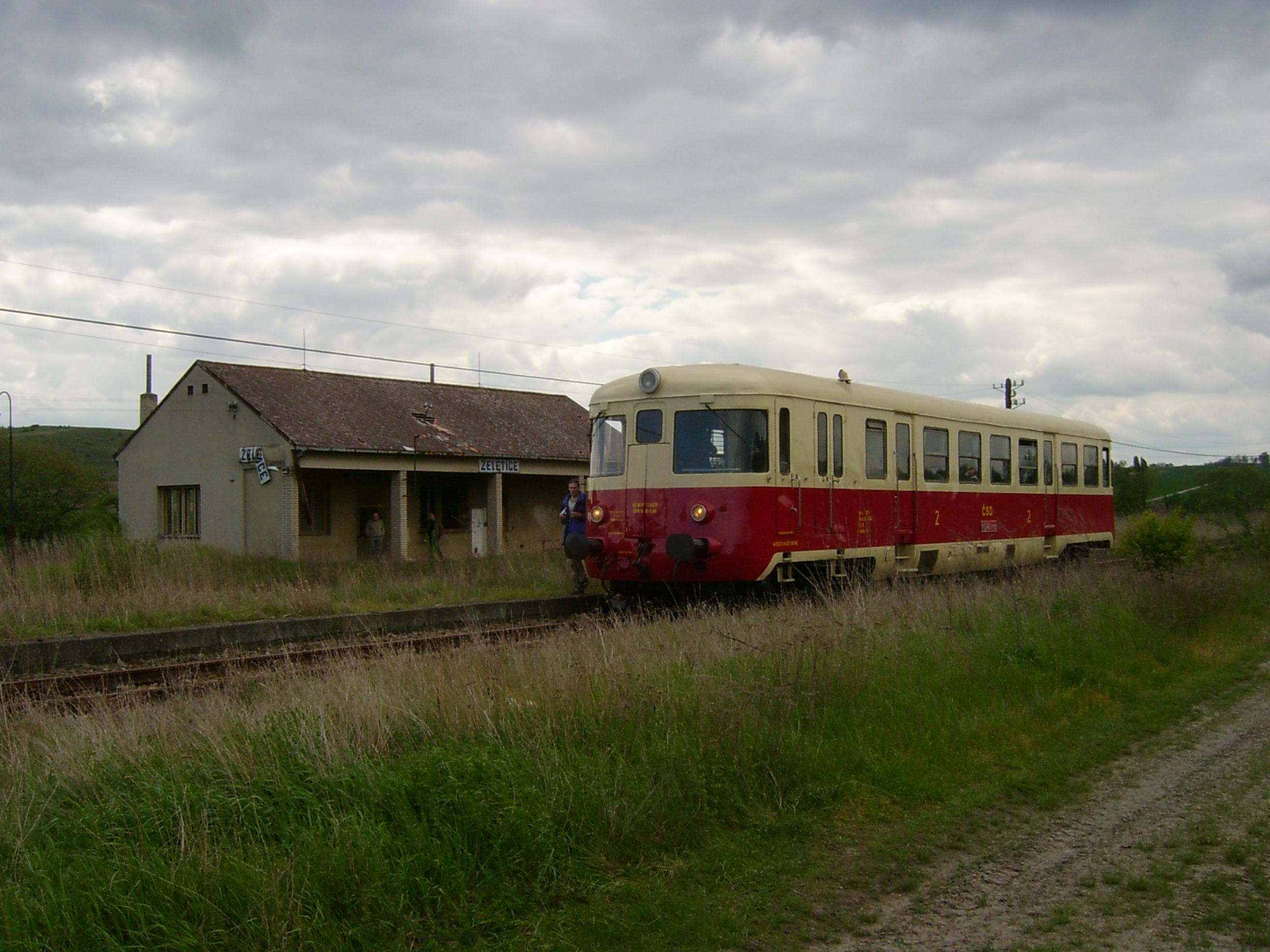
Nostalgický vlak v Želeticích r. 2005
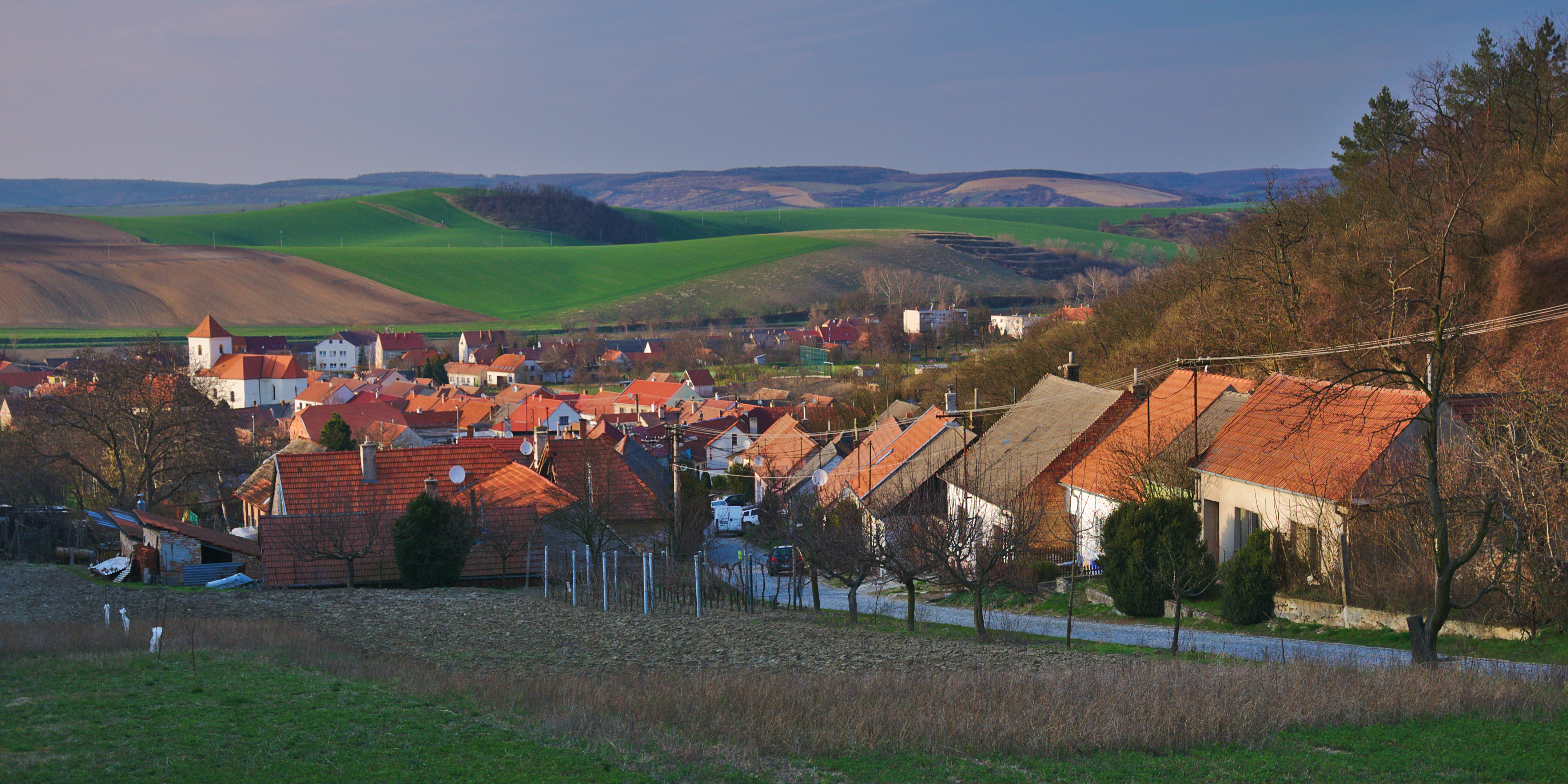
Obec od jihovýchodu
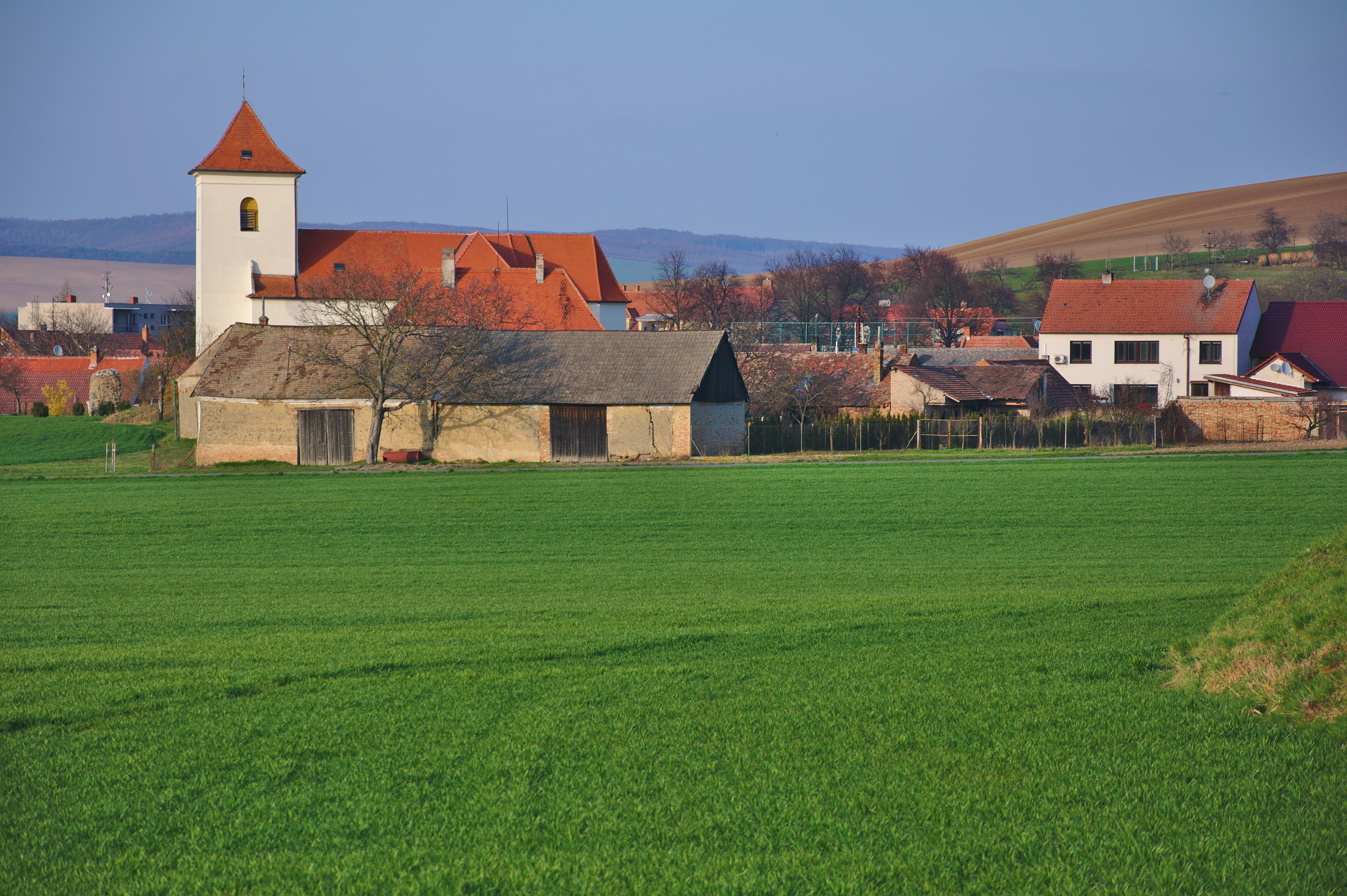
Kostel svatého Jakuba
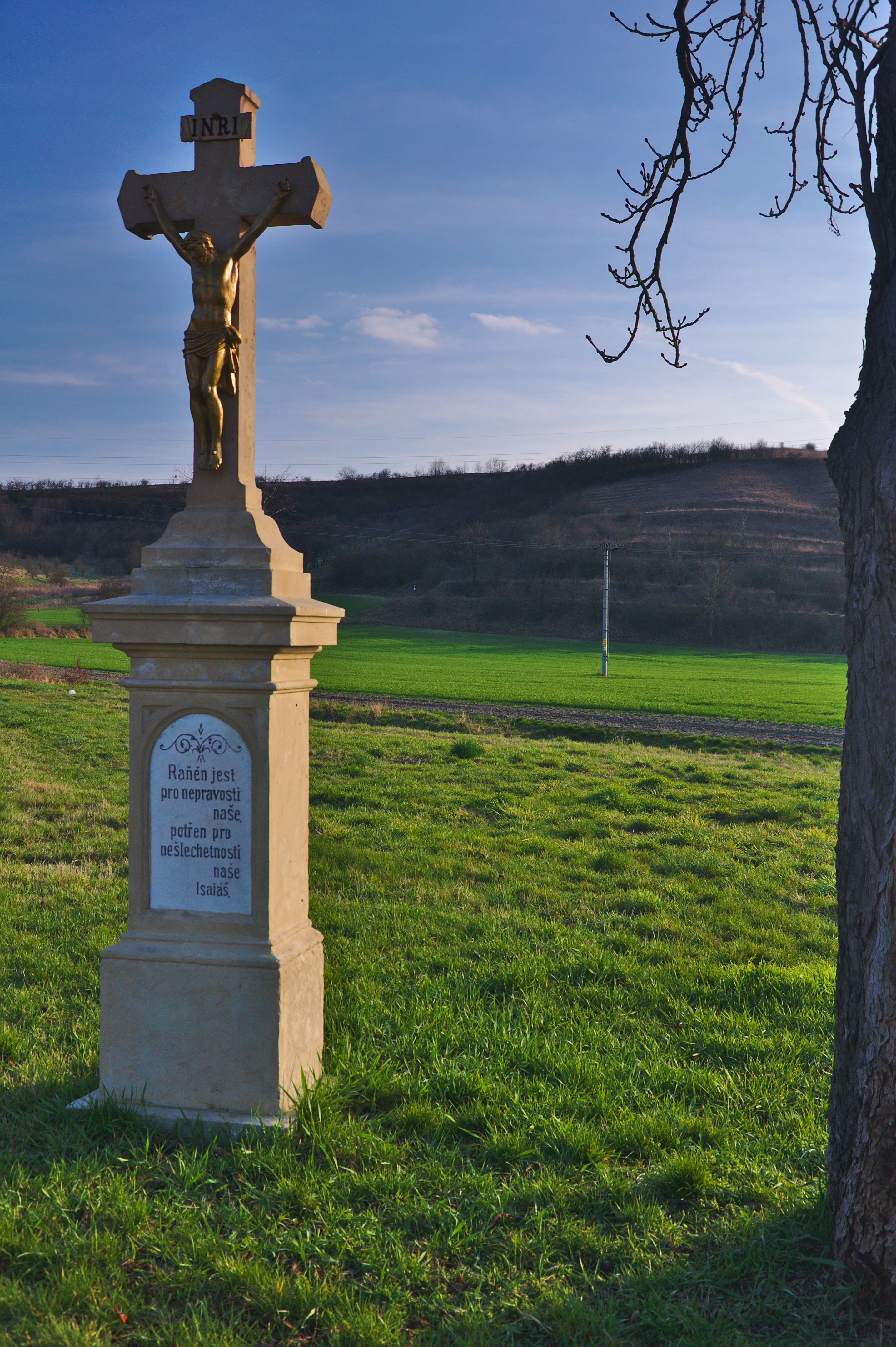
Kříž u silnice na Nenkovice
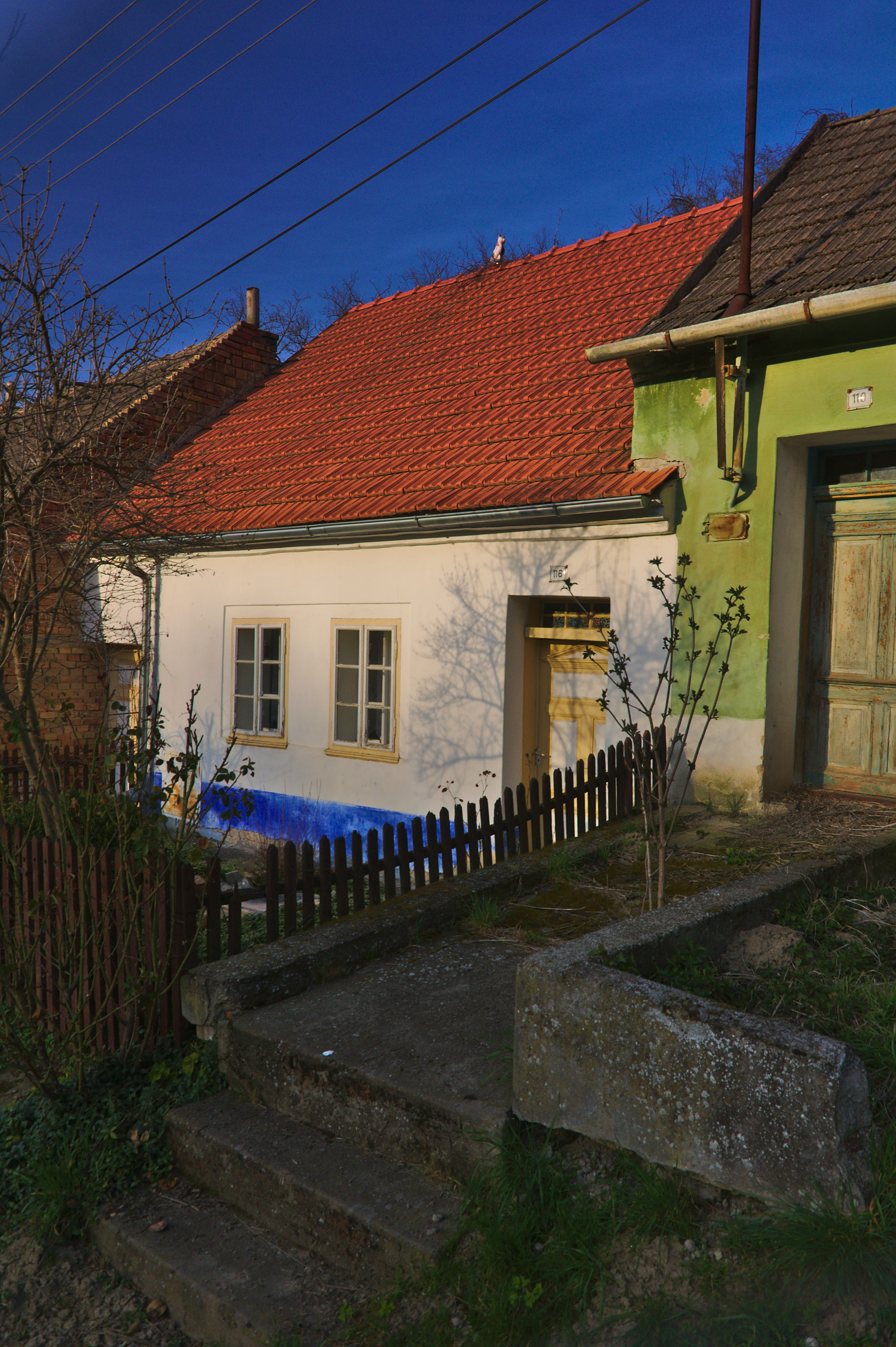
Tradiční dům
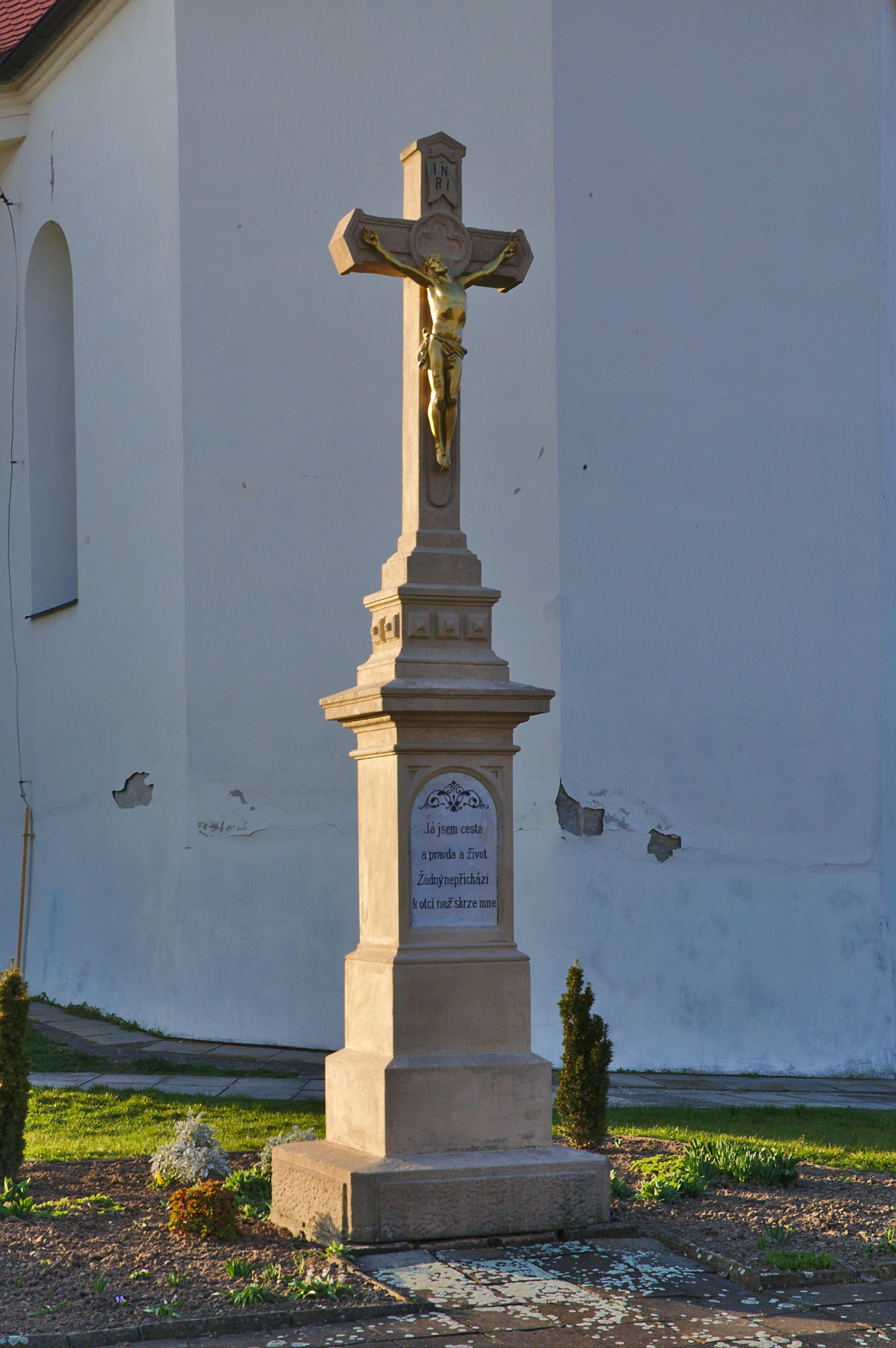
Kříž před kostelem
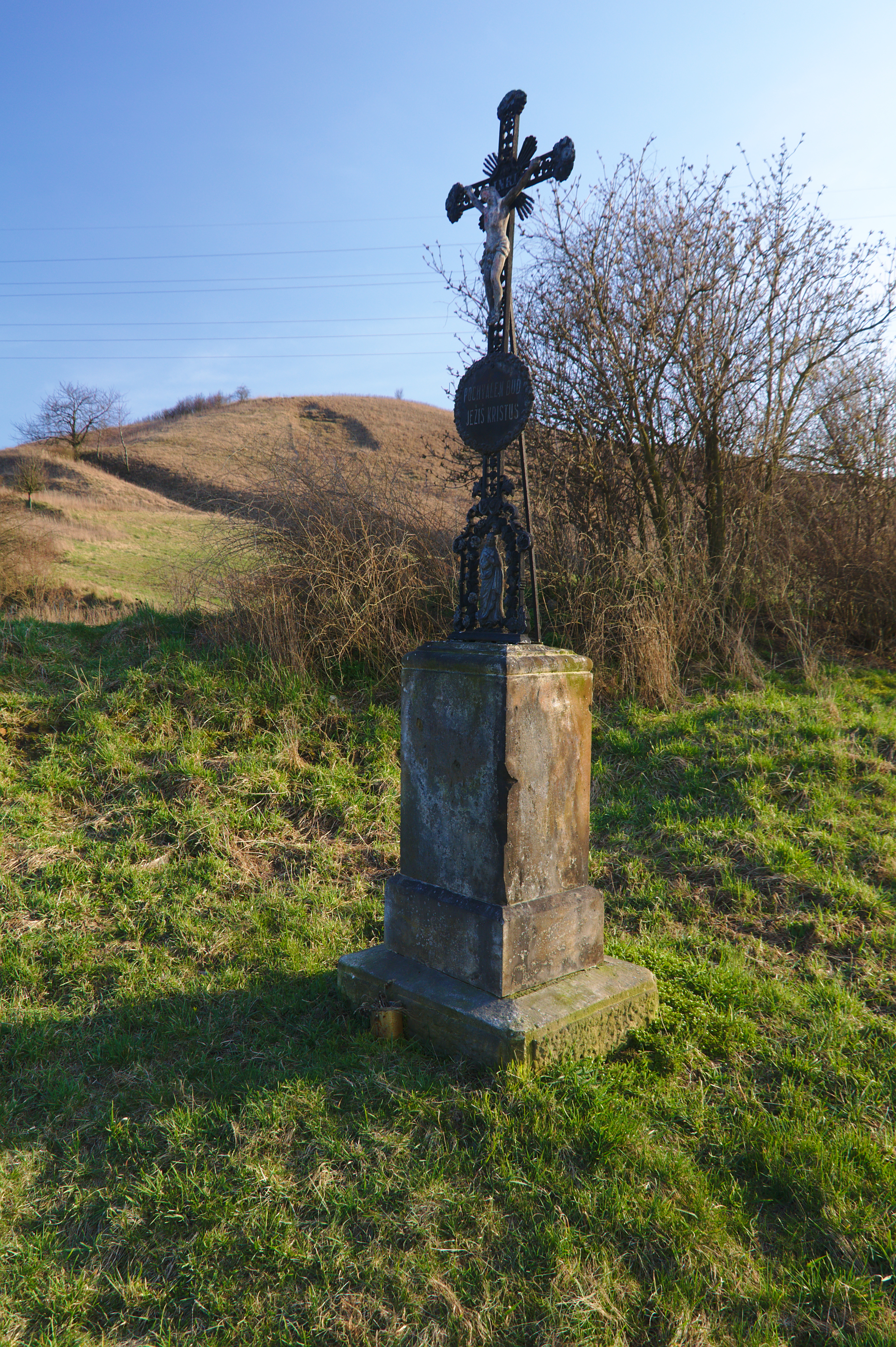
Kříž u cesty k národní přírodní památce Na Adamcích